# آب‌سنگ حلقوی انوتاک
انوتاک (به لاتین: Enewetak Atoll) یک آب‌سنگ حلقوی در جزایر مارشال است که در زنجیره رالیک واقع شده‌است.

## خصوصیات
انوتاک ۵٫۸۵ کیلومترمربع مساحت و ۸۵۳ نفر جمعیت دارد و ۵ متر بالاتر از سطح دریا واقع شده‌است.

## نگارخانه

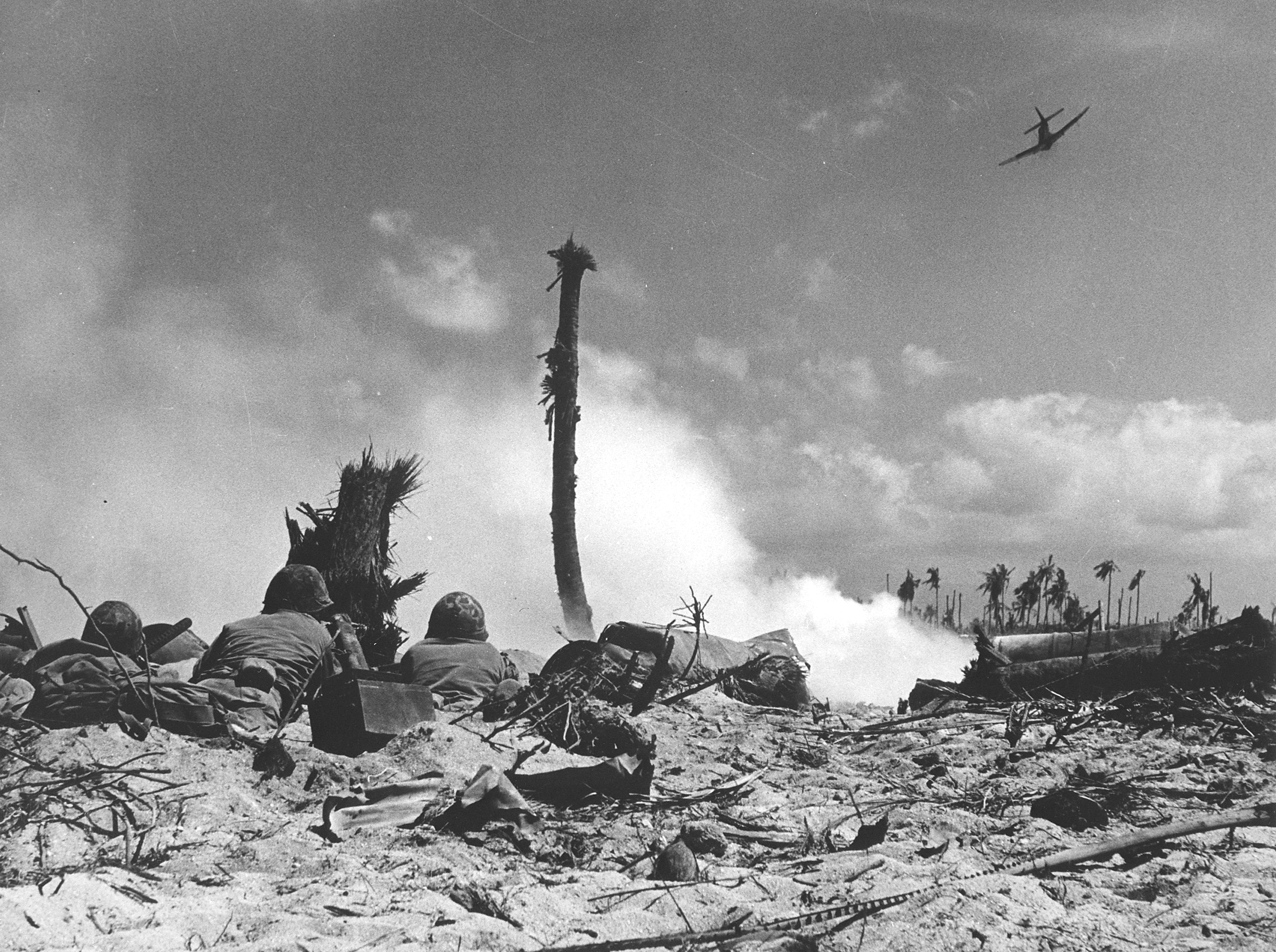
Battle of Eniwetok
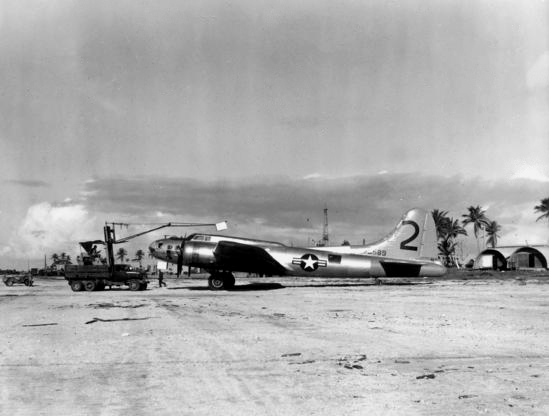
B-17 drone at Eniwetok Airfield in 1948 for Operation Sandstone
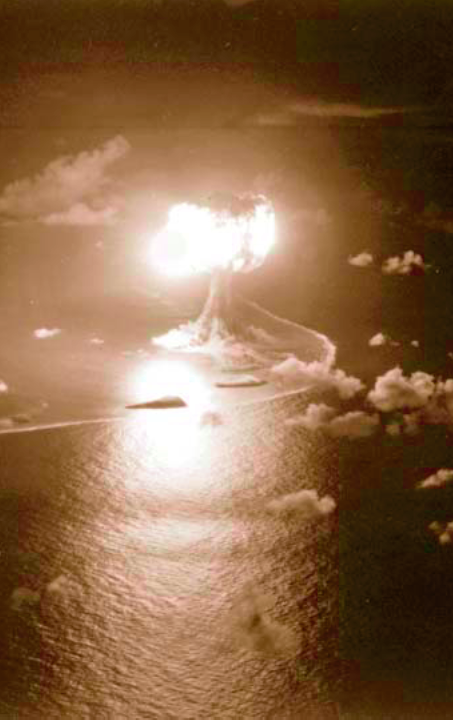
Operation Sandstone
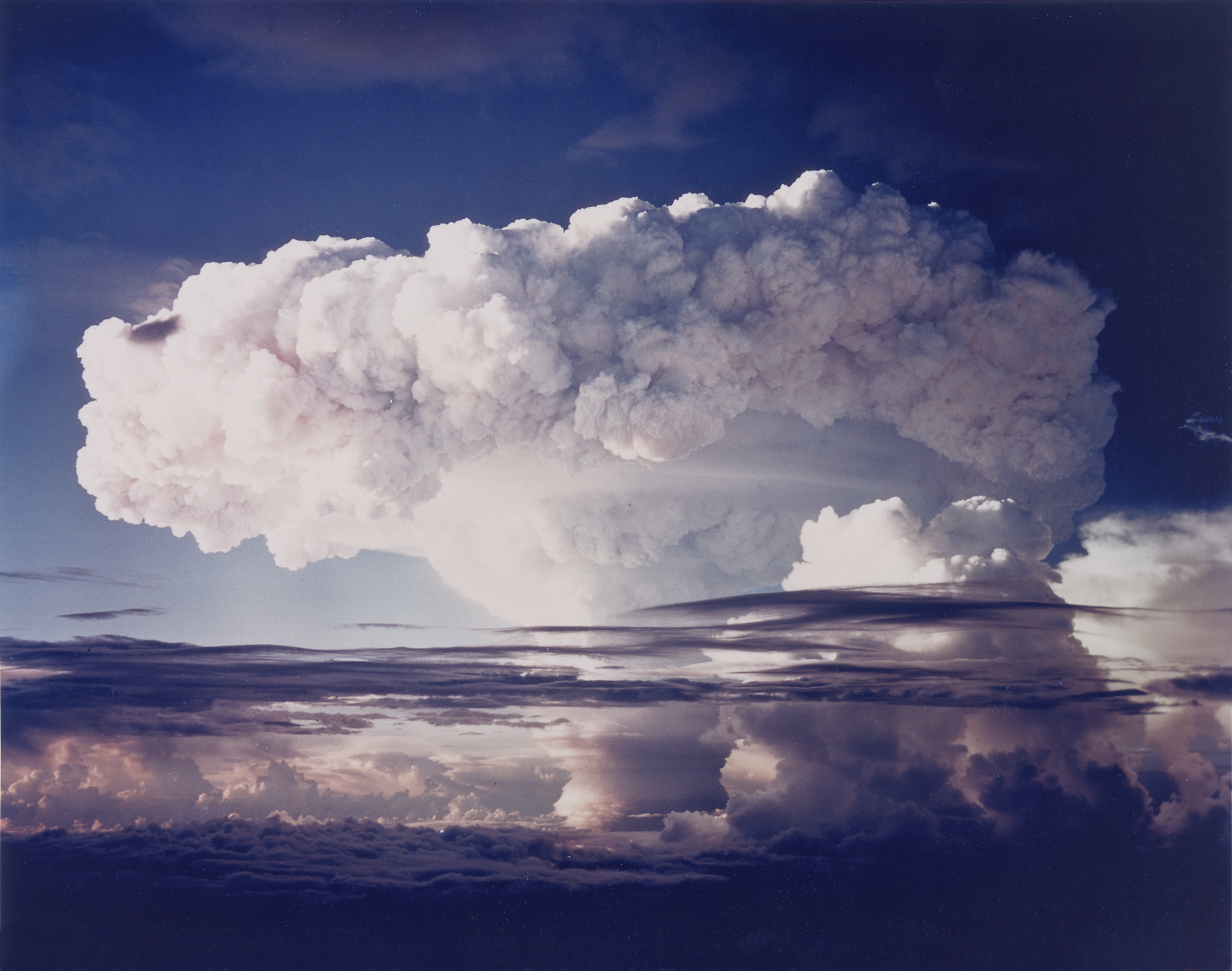
Ivy Mike test, October 31, 1952
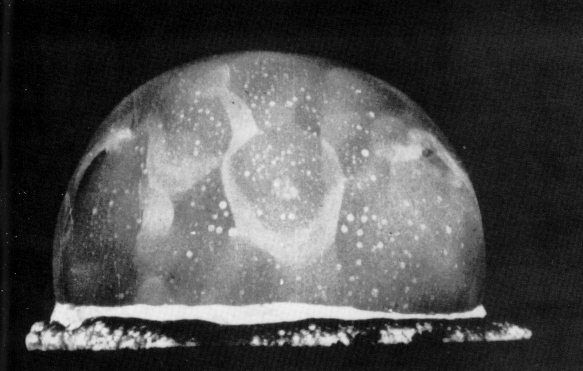
Operation Greenhouse test
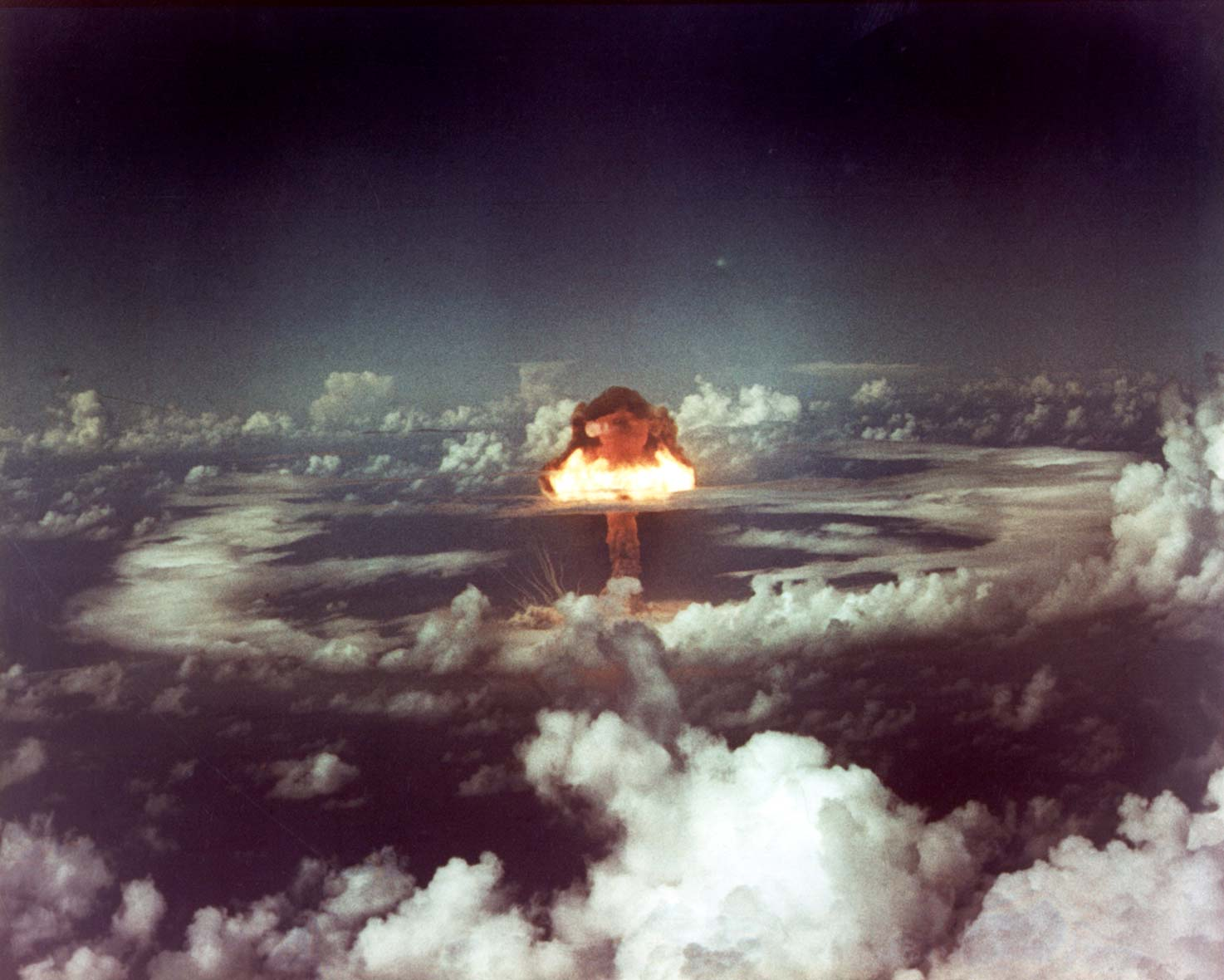
Ivy King test, November 1952
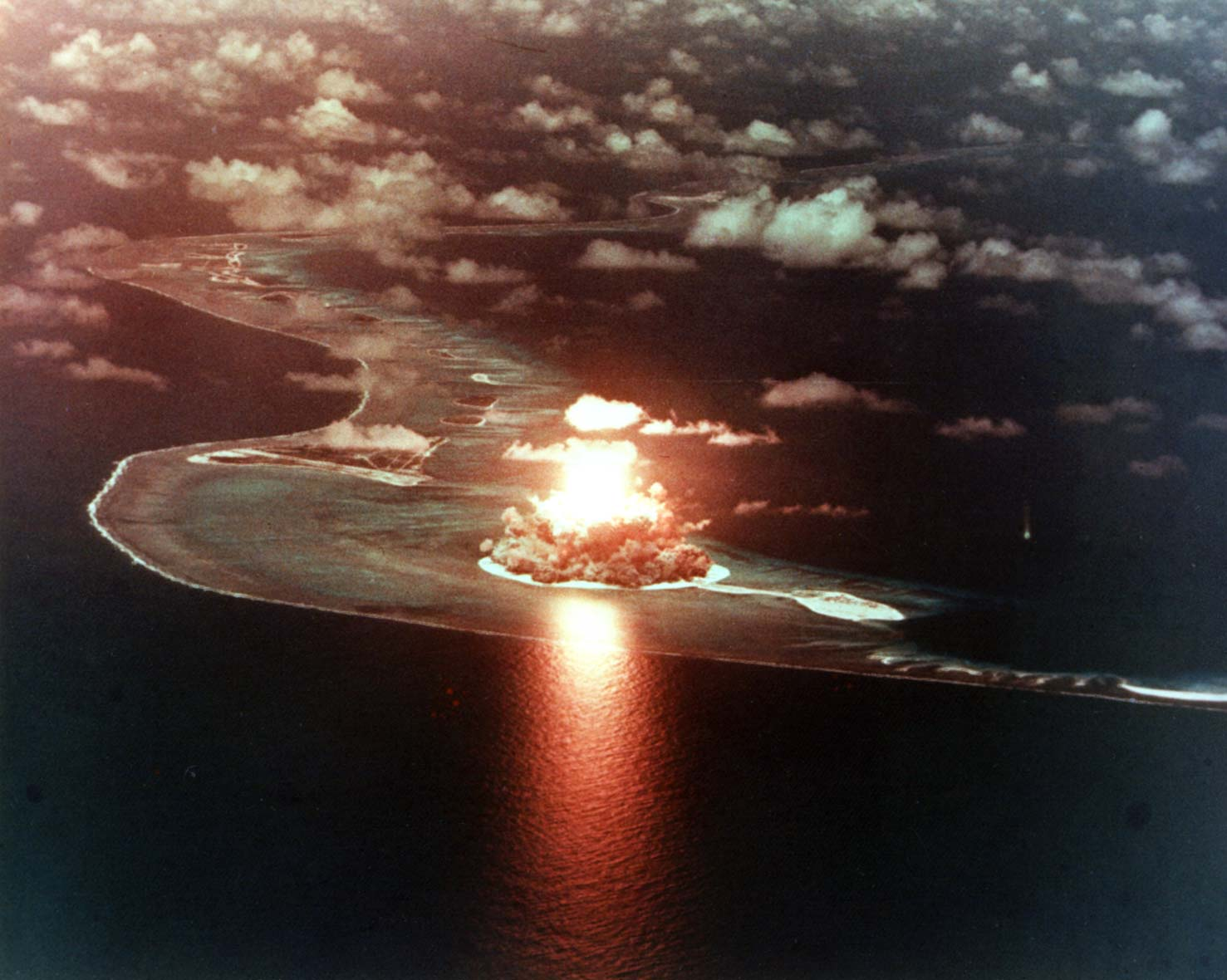
Test shot Seminole of Operation Redwing, conducted on the coast of the island of Bogon
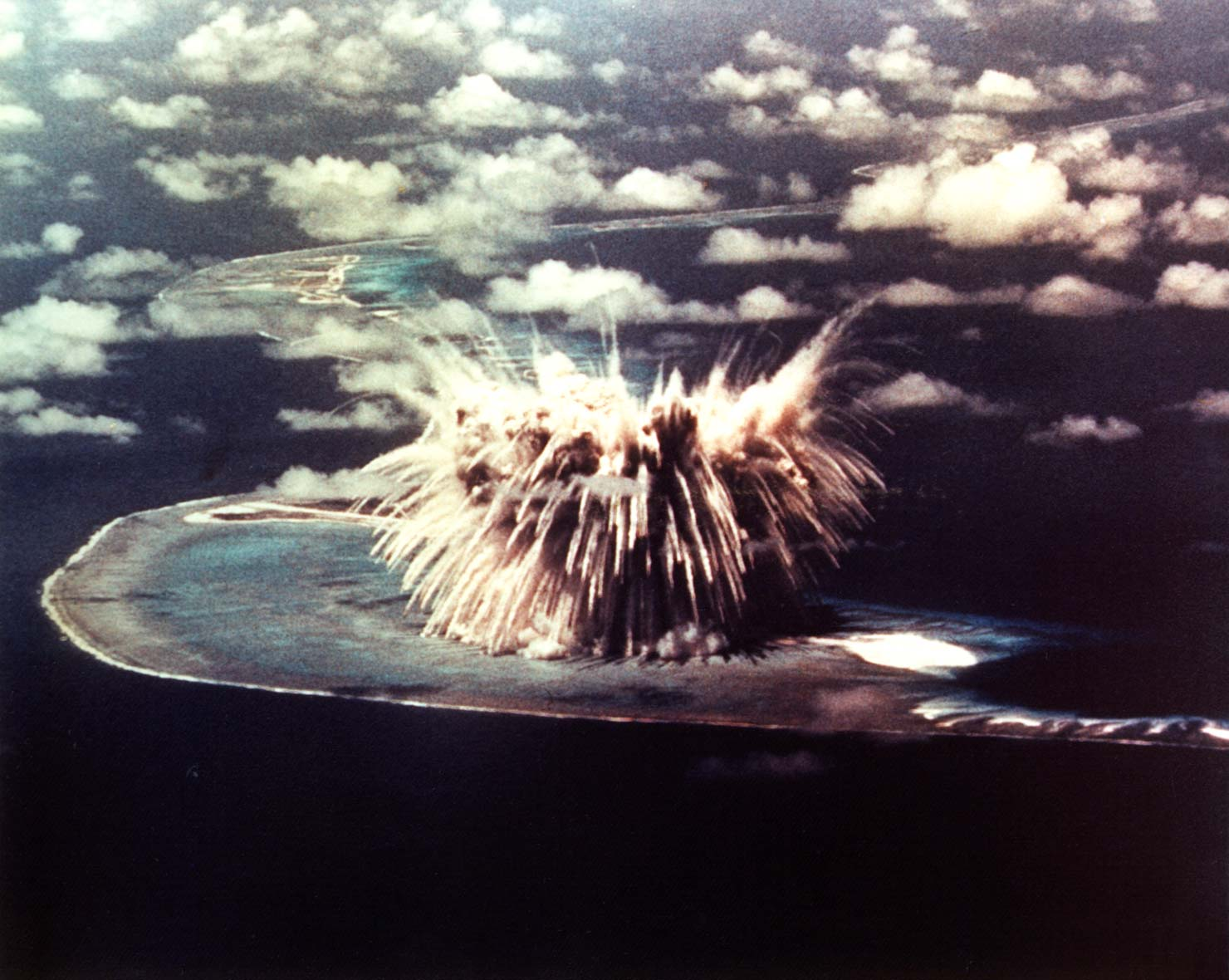
Red-wing Seminole test
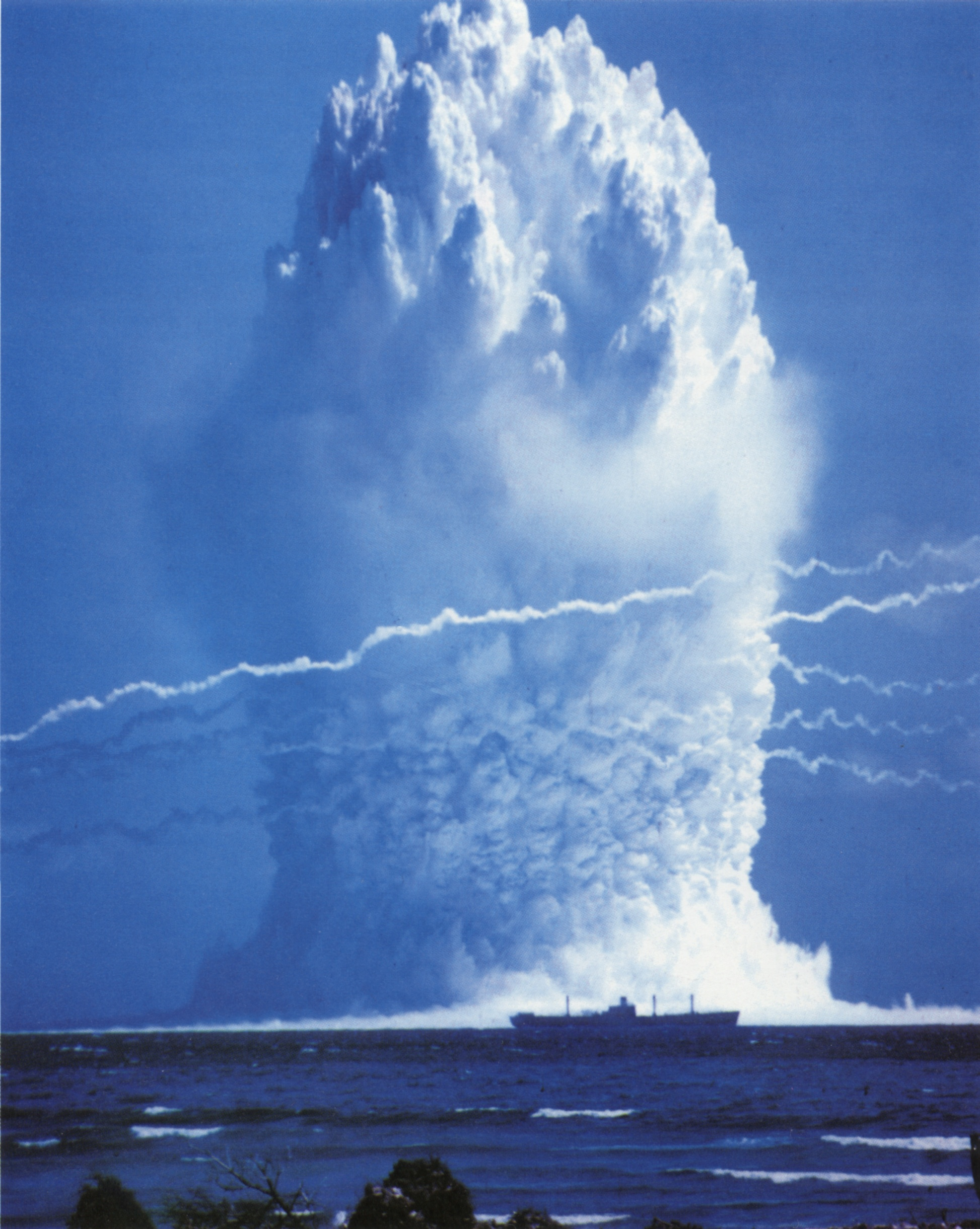
Hardtack Umbrella test